# Толбот, Фрэнсис, 11-й граф Шрусбери
Фрэнсис Толбот, 11-й граф Шрусбери, 11-й граф Уотерфорд (англ. Francis Talbot, 11th Earl of Shrewsbury, 11th Earl of Waterford; 1623 — 16 марта 1668) — английский аристократ и пэр. Погиб на дуэли с герцогом Бекингемом.

## Биография
Второй сын Джона Толбота, 10-го графа Шрусбери (1601—1654), от первого брака с Мэри Фортескью.
В чине капитана на стороне роялистов участвовал в Гражданской войне в Англии. В 1651 году принимал участие в битве при Вустере, где роялисты под командованием Карла II Стюарта потерпели поражение от парламентской армии. После поражения роялистов Фрэнсис Толбот вынужден был эмигрировать на континент.
В феврале 1654 года после смерти своего отца, Джона Толбота, 10-го графа Шрусбери, Фрэнсис Толбот, вернувшийся на родину еще до смерти отца, унаследовал титулы 11-го графа Шрусбери (Пэрство Англии), 11-го графа Уотерфорда (Пэрство Ирландии) и 11-го лорда высшего стюарда Ирландии. Фрэнсис Толбот обратился к лорду-протектору Англии Оливеру Кромвелю, прося помилования за все преступления против парламента. Он подозревался в соучастии в неудачном мятеже роялистов под предводительством сэра Джорджа Бута, 2-го баронета, в августе 1659 года , в период между смертью Оливера Кромвеля и реставрацией короля Карла II Стюарта в 1660 году.
После реставрации Карла II в 1660 году граф Шрусбери с готовностью участвовал в политической жизни королевства. Он нес второй королевский меч на коронации Карла II в 1661 году, в том же году он получил должности лорда-хранителя Хэмптон-корта и генерального казначея Ирландии.
16 января 1668 года Фрэнсис Толбот, 11-й граф Шрусбери, был смертельно ранен на дуэли с Джорджем Вильерсом, 2-м герцогом Бекингемом. Он скончался через два месяца, 16 марта 1668 года. Его похоронили в приходской церкви в Олбрайтоне (графство Шропшир). Ему наследовал его старший сын от второго брака, Чарльз Толбот, 12-й граф Шрусбери.

## Браки и дети
Граф Шрусбери был дважды женат. Его первой женой была Энн Коньерс, дочь сэра Джона Коньерса. Дети от первого брака:
- Мэри Толбот, жена с 1675 года Джона Стонора (1655—1687)
- сын (умер в младенчестве)
- сын (умер в младенчестве)

10 января 1658 года вторично женился на леди Энн Мэри Браднелл (1644—1702), дочери Роберта Браднелла, 2-го графа Кардигана. Дети от второго брака:
- Чарльз Толбот, 12-й граф Шрусбери (1660—1718)
- Джон Толбот (1664—1686). Погиб в поединке с Генри Фицроем, 1-м герцогом Графтоном (внебрачным сыном короля Англии Карла II).